# Moschops capensis
A Moschops capensis az emlősszerűek (Synapsida) osztályának a Therapsida rendjébe, ezen belül a Tapinocephalidae családjába tartozó fosszilis faj.
A Moschops emlősszerűnem típusfaja.

## Tudnivalók
A Moschops capensis (magyarul: „fokföldi borjú pofa”), egy ősi faja az emlősszerűeknek, amely a középső perm korszakban élt, körülbelül 265-260 millió évvel ezelőtt. Maradványait a dél-afrikai Karoo-medence térségében találták meg.

## Ismertetői

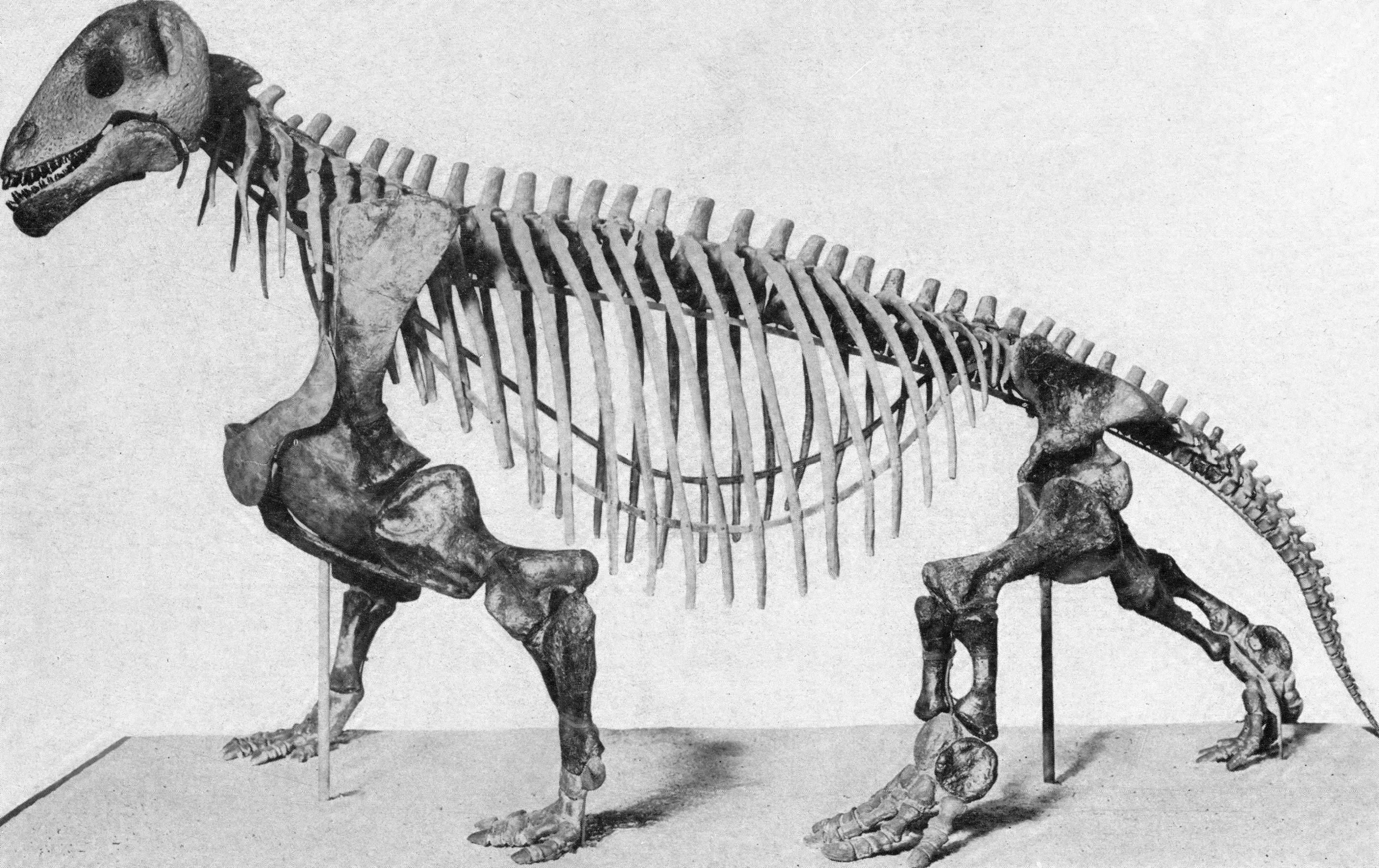
A Moschops capensis csontváza

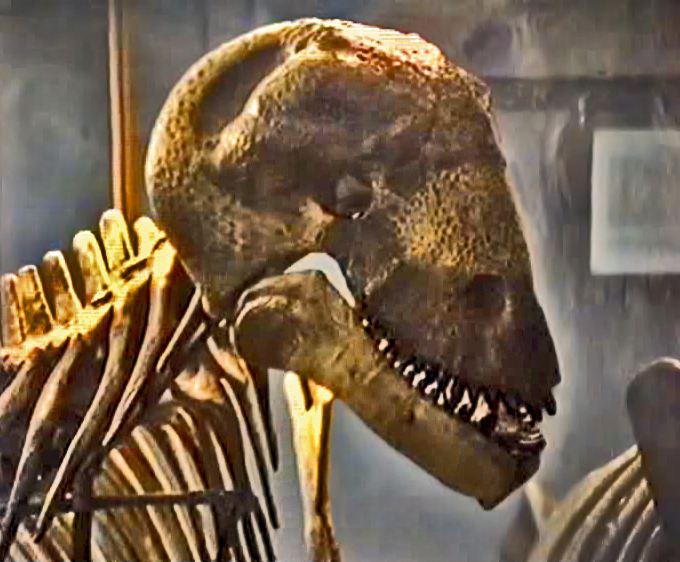
Moschops capensis, American Museum of Natural History, New York

A Moschops capensis elterjedési területén a legnagyobb testű állat volt. Hossza körülbelül 2,7 méter lehetett. Nehéz teste miatt négy lábon kellett járnia. Ennek a növényevőnek rövid, vésőszerű fogak ültek az állkapcsában.
Az állatnak vastag koponyája volt, és sok tudós szerint a Moschops capensisok a nagy, nehéz fejüket ütötték egymásnak, mint a mai muflonok, a pár vagy táplálék megszerzéséhez. Mások szerint a megvastagodott koponya valamilyen betegség jele. A rövid, de vastag farok valószínűleg az egyensúlytartásra szolgált, hogy a nehéz koponya ne húzza előre az állatot. A Moschops capensis valószínűleg a fő zsákmányállata volt a sok környékbeli ragadozó therapsidának.